# Leon (Iloilo)
Pour les articles homonymes, voir Leon.
Leon est une municipalité de la province d’Iloilo, aux Philippines.